# Osmin Gardey
Pour les personnes ayant le même prénom, voir Osmin.
Pour les personnes ayant le même patronyme, voir Gardey.
Osmin Gardey, né Jean Ozemin Gardey à Maubourguet le 13 décembre 1836 et décédé le 27 janvier 1914 dans sa commune de naissance, est un prêtre français qui fut curé de Sainte-Clotilde de 1883 à 1914.

## Biographie
Fils de Jean Honoré Gardey, serrurier, et d'Eulalie Cazaux, tailleuse de robes, Osmin Gardey est né le 13 décembre 1836 à Maubourguet, commune des Hautes-Pyrénées en Bigorre.
Osmin Gardey passe son enfance dans sa ville natale où il effectue sa scolarité jusqu'en octobre 1849, date à laquelle il entre au petit séminaire de Saint-Pé-de-Bigorre, près de Lourdes, où il est pensionnaire. Après cinq années de pensionnat, il quitte sa région natale pour Paris où il entre au petit séminaire de Notre-Dame-des-Champs en septembre 1854 pour achever ses études littéraires. Il y étudie jusqu'en 1856 date à laquelle il obtient son baccalauréat ès lettres. Osmin Gardey entre au grand séminaire de Saint-Sulpice en octobre 1856 où il suit un cursus de quatre années d'études. Il est ordonné prêtre le 22 décembre 1860 sous le nom d'Église d'Osmunus Johannes Gardey.
Le 16 janvier 1861, Osmin Gardey est nommé vicaire de la paroisse Saint-Jacques-Saint-Christophe dans le quartier populaire et défavorisé de la Villette à Paris. Puis, le 1er mai 1863, il est fait vicaire de la paroisse Saint-Thomas-d'Aquin dans le prestigieux 7e arrondissement de Paris, paroisse à laquelle il reste attaché durant une dizaine d'années. Il est ensuite nommé second vicaire de la paroisse Saint-François-Xavier le 7 juillet 1873. 
Le 5 juin 1875, Osmin Gardey est nommé premier vicaire de la paroisse de Sainte-Clotilde par l'abbé Pierre-Ambroise Hamelin, premier curé de l'église. Après le décès de l’abbé Hamelin, Osmin Gardey devient à son tour curé de la paroisse de Sainte-Clotilde en 1883. Il le demeure pendant trente et un ans, jusqu’à son décès en 1914. 
Malade, il quitte Paris définitivement le 27 décembre 1913, pour se reposer sur les terres de son enfance, à Maubourguet, où il décède un mois plus tard, le 27 janvier 1914.

## Guerre de 1870

Ruban de la médaille commémorative de la guerre 1870-1871.

De par son statut d’ecclésiastique, Osmin Gardey était dégagé des obligations militaires. Cependant, lorsque la  guerre de 1870 éclate, il s'engage dans l'armée en tant qu'aumônier. Le 26 juillet 1870 il intègre la cavalerie du premier corps d'armée commandé par le maréchal Mac Mahon. C'est ainsi qu'il est témoin de la bataille de Reichshoffen et qu'il est confronté au désastre de cette bataille et au sacrifice des « cuirassiers de Reichshoffen ». Son courage, et la gestion de son ambulance en tant qu'aumonier, sont remarquables et il est décoré de la médaille commémorative de 1870.

## Vie ecclésiastique
Osmin Gardey consacre cinquante ans de sa vie sacerdotale au service des paroisses aristocratiques de Paris, dont trente-huit années à Saint-Clotilde, de 1883 à sa mort en 1914. Mais, au cours de sa vie ecclésiastique, il exerce d'autres fonctions : 
- en 1891, il entre au chapitre du diocèse de Paris en tant que chanoine ;
- en 1894, le cardinal Richard le nomme au Conseil Archiépiscopal de Paris où il devient vicaire général.

En tant que porte-parole des curés de Paris, il est reçu par le pape Pie X en audience en 1905 et en 1911. Il est ensuite nommé « Prélat de la Maison du Pape » en décembre 1911. 
À plusieurs reprises, Osmin Gardey a souhaité devenir évêque, notamment dans les évêchés de Bayonne ou de Saint-Brieuc. Sa nomination à cette fonction n’a cependant pas été acceptée par le ministère des cultes des gouvernements de l’époque.